# Inégalité de Bernstein (probabilités)
Pour les articles homonymes, voir Inégalité de Bernstein.
L'inégalité de Bernstein est une inégalité de concentration démontrée par en 1926 par le mathématicien russe Sergueï Bernstein. Cette inégalité se base sur un majoration de la fonction génératrice des moments d'une variable aléatoire, d'une manière similaire aux inégalités de Hoeffding ou de Chernoff. Cette majoration se fait grâce à une hypothèse sur les moments de la variable aléatoire en question. 

## Énoncé Général
L'énoncé le plus général de l'inégalité de Bernstein est donné ci-dessous. Cet énoncé peut se simplifier dans certains cas particuliers. 
| Théorème — Soient {\displaystyle X_{1},\cdots ,X_{n}}, {\displaystyle n} variables aléatoires indépendantes, de moyennes nulles et de variances respectives {\displaystyle v_{1},\cdots ,v_{n}}. S'il existe {\displaystyle c\in \mathbb {R^{+}} } tel que pour tout {\displaystyle i\in \{1,\cdots ,n\}}, pour tout entier {\displaystyle k\geq 3}, {\displaystyle E[\mid X_{i}\mid ^{k}]\leq {\frac {v_{i}}{2}}k!c^{k-2}}, alors {\displaystyle P(X_{1}+\cdots +X_{n}\geq \varepsilon )\leq 2e^{-{\frac {\varepsilon ^{2}}{2V_{n}+2c\varepsilon }}}} où {\displaystyle V_{n}=v_{1}+\cdots +v_{n}} . |

## Cas de variables aléatoires bornées
Si les variables {\displaystyle X_{i}} sont bornées alors, elles satisfont la condition des moments de l'inégalité de Bernstein. 
| Théorème — Soient {\displaystyle X_{1},\cdots ,X_{n}}, {\displaystyle n} variables aléatoires indépendantes, de moyennes nulles, de variances respectives {\displaystyle v_{1},\cdots ,v_{n}} et telles qu'il existe {\displaystyle M\in \mathbb {R^{+}} } tel que pour tout {\displaystyle i\in \{1,\cdots ,n\}}, {\displaystyle \left\|X_{i}\right\|\leq M} avec probabilité 1. Alors, {\displaystyle P\left(X_{1}+\cdots +X_{n}\geq \varepsilon \right)\leq 2e^{-{\frac {\varepsilon ^{2}}{2V_{n}+2M\varepsilon /3}}}}. où {\displaystyle V_{n}=v_{1}+\cdots +v_{n}} . |

## Exemple: variables binaires
Soient {\displaystyle X_{1},\cdots ,X_{n}} des variables aléatoires indépendantes suivant une loi de Bernouilli  avec probabilité de succès {\displaystyle p}. Alors, comme ces variables aléatoires sont bornées en valeur absolue par {\displaystyle 1}, on a 
{\displaystyle P(\left|X_{1}+\cdots +X_{n}\right|>\varepsilon )\leq 2e^{-{\frac {\varepsilon ^{2}}{2V_{n}+2\varepsilon /3}}}} où dans ce cas, {\displaystyle V_{n}=np(1-p)}, puisque les {\displaystyle X_{i}} ont tous la même variance. 
Si l'on préfère obtenir l'inégalité de concentration pour la moyenne empirique des {\displaystyle X_{i}}, il suffit de remarquer que 
{\displaystyle P\left(\left|{\frac {1}{n}}(X_{1}+\cdots +X_{n})\right|>\varepsilon \right)=P\left(\left|X_{1}+\cdots +X_{n}\right|>n\varepsilon \right)}. 
On peut donc simplement remplacer {\displaystyle \varepsilon } par {\displaystyle n\varepsilon } dans l'expression précédente. On obtient, après simplification: 
{\displaystyle P\left(\left|{\frac {1}{n}}(X_{1}+\cdots +X_{n})\right|>\varepsilon \right)\leq 2e^{-{\frac {n\varepsilon ^{2}}{2p(1-p)+2\varepsilon /3}}}}.